# Kazuki Murakami (Fußballspieler)
Kazuki Murakami (jap. 村上 一樹 Murakami Kazuki, * 21. Dezember 1987 in Matsuyama, Präfektur Ehime) ist ein japanischer Fußballspieler.

## Karriere
Das Fußballspielen erlernte Kazuki Murakami auf der Universität Hiroshima. Seinen ersten Vertrag unterschrieb er 2010 beim japanischen Zweitligisten FC Gifu. Hier absolvierte er 42 Spiele in der J2 League. 2013 wechselte er nach Thailand. Hier unterschrieb er einen Vertrag beim Erstligisten Chiangrai United. 110 Spiele absolvierte er für den in der Thai League spielenden Verein. 2017 wechselte er nach Rayong zum dort ansässigen Zweitligisten PTT Rayong FC. Nach nur einer Saison wechselte er 2018 zum Ligakonkurrenten Angthong FC. Zur Saison 2019 unterschrieb er einen Vertrag beim Erstligisten Chainat Hornbill FC. Ende 2019 musste er mit Chainat in die zweite Liga absteigen. Nach insgesamt 43 Erst- und Zweitligaspielen, in denen er zwei Tore schoss, wurde sein Vertrag im Mai 2021 nicht verlängert. Zu Beginn der Saison 2021/22 schloss er sich dem Zweitligaabsteiger Sisaket FC an. Mit dem Verein aus Sisaket spielte er in der North/Eastern Region der dritten Liga. Hier wurde er am Ende der Saison Vizemeister. In den Aufstiegsspielen zur zweiten Liga konnte man sich jedoch nicht durchsetzen. Für Sisaket bestritt er 23 Ligaspiele. Im Sommer 2022 wechselte er in die zweite Liga, wo er sich dem Ayutthaya United FC anschloss. Für den Verein aus Ayutthaya (Stadt)Ayutthaya bestritt er 28 Zweitligaspiele. Im Sommer 2023 wurde sein Vertrag nicht verlängert. Von Juni 2023 bis Dezember 2023 war er vertrags- und vereinslos. Ende Dezember 2023 unterschrieb er einen Vertrag beim Drittligisten North Bangkok University FC. Mit dem Verein aus der Hauptstadt Bangkok spielte er 16-Mal in der Bangkok Metropolitan Region der Liga. Nach einer Spielzeit wechselte er im Juli 2024 zum Bangkoker Zweitligisten Kasetsart FC. Nach einer Spielzeit, in der er 28 Ligaspiele bestritt, wechselte er im Juni 2025 zum Drittligaaufsteiger Burapha United FC. Mit dem Verein spielt er in der Eastern Region der Liga.